# Икс-мен: Апокалипса
Икс-мен: Апокалипса (енгл. X-Men: Apocalypse) је амерички научнофантастични филм из 2016. године редитеља Брајана Сингера. Сценарио потписује Сајмон Кинберг по стрипу Икс мен аутора Стена Лија и Џека Кирбија. Продуценти филма су Лорен Шулер Донер, Брајан Сингер, Сајмон Кинберг и Хач Паркер. Музику је компоновао Џон Отман.
Глумачку екипу чине Џејмс Макавој, Мајкл Фасбендер, Џенифер Лоренс, Оскар Ајзак, Николас Хоулт, Роуз Берн, Тај Шеридан, Софи Тарнер, Оливиа Мун и Лукас Тил. 
Светска премијера филма је била одржана 18. маја 2016. у Уједињеном Краљевству а у Сједињеним Америчким Државама 27. маја 2016. године. 
Буџет филма је износио 178 милиона долара а зарада од филма је 534,9 милиона долара.

## Радња
Апокалипса, први и најјачи мутант Марвеловог Х-универзума постао је бесмртан и непобедив. Након што се одмарао хиљаду година, буди се разочаран светом који проналази. Регрутује тим моћних мутаната, укључујући и обесхрабреног Магнета (Мајкл Фасбендер), како би очистили човечанство и створили нови светски поредак којим би владали. Судбина Земље виси о концу, Рејвен (Џенифер Лоренс), уз помоћ Чарлса Завијера (Џејмс Макавој) води групу младих Икс-мена како би зауставили свог највећег непријатеља и спасили човечанство од потпуног уништења.

## Улоге
| Глумац          | Улога                        |
| --------------- | ---------------------------- |
| Џејмс Макавој   | Чарлс Завијер / Професор Икс |
| Мајкл Фасбендер | Ерик Леншер / Магнето        |
| Џенифер Лоренс  | Рејвен Даркхолм / Мистик     |
| Оскар Ајзак     | Апокалипса                   |
| Николас Хоулт   | Хенк Макој / Звер            |
| Роуз Берн       | Моира Мактагерт              |
| Тај Шеридан     | Скот Самерс / Киклоп         |
| Софи Тарнер     | Џин Греј                     |
| Еван Питерс     | Питер Максимов / Квиксилвер  |
| Оливиа Мун      | Елизабет Брадок / Сајлок     |
| Лукас Тил       | Алекс Самерс / Хавок         |